# Sean Palfrey
Sean Palfrey (Newport, 24 juli 1968) is een gepensioneerde Welsh darts speler.
Palfrey speelde in de BDO World Professional Darts Championship zeven keer en haalde als beste resultaat de kwartfinale in 1998. Palfrey verloor in 1991 van Bob Anderson, in 1994 van Roland Scholten, in 1995 van Paul Hogan en in 1997 van Raymond van Barneveld. In 1998 haalde Palfrey de kwartfinale. Palfrey had in de eerst ronde gewonnen van Peter Hinkley met 3-1. In de tweede ronde won Palfrey van Bobby George met 3-2. In de kwartfinale verloor Palfrey van Roland Scholten met 4-5. In 1997 werd Palfrey met Wales Wereldkampioen op de WDF World Cup. Ook won Palfey de WDF World Cup Pairs met Martin Phillips. In 1998 won hij met Phillips de WDF Europe Cup Pairs. In 2002 stapte Palfrey over naar de Professional Darts Corporation. Palfrey haalde nooit het PDC World Darts Championship. Wel haalde Palfrey de laatste 32 van de UK Open in 2004.

## Resultaten op Wereldkampioenschappen

### BDO
- 1991: Laatste 32 (verloren van Bob Anderson met 1-3)
- 1994: Laatste 32 (verloren van Roland Scholten met 0-3)
- 1995: Laatste 16 (verloren van  Paul Hogan met 0-3)
- 1997: Laatste 32 (verloren van Raymond van Barneveld met 0-3)
- 1998: Kwartfinale (verloren van Roland Scholten met 4-5)
- 1999: Laatste 32 (verloren van Raymond van Barneveld met 0-3)
- 2000: Laatste 32 (verloren van Steve Duke sr. met 2-3)

### WDF
- 1993: Halve finale (verloren van Roland Scholten met 1-4)
- 1995: Laatste 16 (verloren van Martin Adams met 1-4)
- 1997: Laatste 32 (verloren van Erik Clarys met 1-4)